# Associazione Sportiva Dilettantistica Calcio Gozzano
Maillots
Actualités
L'Associazione Sportiva Dilettantistica Calcio Gozzano, abrégé en ASDC Gozzano, est un club italien de football fondé en 1920 et qui évolue en Serie D (4e niveau du Championnat d'Italie de football). Il est basé à Gozzano dans la province de Novara.

## Historique
- 1920 - fondation du club sous le nom de Club Sportivo Juventus
- 1924 - affiliation à la Federazione Italiana Giuoco Calcio
- 1937 - Associazione Calcio Gozzano
- 2006 - Associazione Sportiva Dilettantistica Calcio Gozzano
- 2017 - Associazione Calcio Gozzano

## Palmarès
- Championnat d'Italie de Serie D
  - Champion : 2018

- Coupe d'Italie amateurs Piémont-Vallée d'Aoste
  - Vainqueur : 2015

## Records
- Joueur le plus capé : Alex Casella, plus de 400 matchs

## Anciens joueurs
- Evaristo Barrera

## Identité du club

### Historique des noms
- 1920-1937 : Club Sportivo Juventus Gozzano
- 1937-1985 : Associazione Calcio Gozzano
- 1985-2006 : Associazione Calcio Gozzano
- 2006-2018 : Associazione Sportiva Dilettantistica Calcio Gozzano
- 2018-2020 : Associazione Calcio Gozzano
- 2020- : Associazione Sportiva Dilettantistica Calcio Gozzano

### Logos